# Скользящие
«Скользя́щие» (англ. Sliders), — американский научно-фантастический телесериал. Сериал состоит из пяти сезонов и включает 88 серий. Снимался в 1995—2000 годах. Рассказывает о группе путешественников, которые нашли способ путешествовать («скользить») по параллельным вселенным. Первые два сезона снимались в Ванкувере (Канада). Остальные три сезона были сняты в Лос-Анджелесе (США)
Начиная с пилотного эпизода, все первые три сезона транслировались на Fox network. После отказа Fox от сериала, его подхватила сеть Sci Fi Channel, где и были показаны последние два сезона сериала. Самый последний эпизод сериала был снят 29 декабря 1999 года и показан на телевидении 4 февраля 2000 года.

## Сюжет
Молодой и талантливый начинающий учёный Куин Мелори, работая в своём подвале над созданием антигравитационной машины, изобретает устройство, создающее так называемый мост Эйнштейна — Розена, по сути являющимся червоточиной — туннелем, связывающим два параллельных мира. После перехода путешественника сквозь такой туннель он оказывается в альтернативной реальности, которая может кардинально отличаться от нашей. При этом, перемещаясь по туннелю, путешественник не знает, в какой из бесчисленных вариаций параллельных вселенных он окажется. Устройство имеет таймер, ведущий обратный отсчёт времени. По истечении времени таймера путешественник возвращается в свою реальность. Процесс перехода сквозь туннель был назван «скольжением» (отсюда и название сериала).
Вместе с преподавателем физики Максимилианом Артуро и продавцом-консультантом отдела электроники Уэйд Уэйлс Куин решает отправиться в путешествие в иную реальность, выставив таймер на 5 часов. Чтобы туннель выдержал перемещение нескольких человек, Куин повышает мощность устройства, что приводит к тому, что в червоточину случайно попадает певец Рембрандт Браун. Оказавшись по ту сторону, путешественники обнаруживают мир, в котором царит вечная зима — возможно, из-за смещения оси вращения планеты. Героям грозит опасность погибнуть от торнадо, однако до перемещения осталось ещё 4 часа. Герои принимают решение обнулить таймер. Это позволяет им переместиться раньше срока, однако это стирает координаты их родной Земли, и они попадают в следующую параллельную вселенную, таким образом, в свою реальность герои вернуться уже не могут. Всё, что им остаётся, — скользить дальше, надеясь, что следующий туннель приведёт их домой. В нескольких сериях они попадают туда, но по разным обстоятельствам продолжают своё путешествие.

## В ролях
- Первоначальный актёрский состав: Джерри О’Коннелл, Джон Рис-Дэвис, Сабрина Ллойд и Клеавант Деррикс.
- Дополнительный актёрский состав: Кэри Вюрер, Чарли О’Коннелл, Роберт Флойд[англ.] и Темби Лок.

| Персонаж                                 | Актёр            | Сезон                   | Сезон                | Сезон                              | Сезон           | Сезон                               |
| Персонаж                                 | Актёр            | 1                       | 2                    | 3                                  | 4               | 5                                   |
| ---------------------------------------- | ---------------- | ----------------------- | -------------------- | ---------------------------------- | --------------- | ----------------------------------- |
| Куин Мелори                              | Джерри О’Коннелл | Главная роль            | Главная роль         | Главная роль                       | Главная роль    |                                     |
| Уэйд Уэйлс                               | Сабрина Ллойд    | Главная роль            | Главная роль         | Главная роль                       |                 | Гость (1 серия, только озвучивание) |
| Рембрандт «Плачущий человек» Браун       | Клеавант Деррикс | Главная роль            | Главная роль         | Главная роль                       | Главная роль    | Главная роль                        |
| Профессор Максимилиан Артуро             | Джон Рис-Дэвис   | Главная роль            | Главная роль         | Главная роль (18 серий, №1-17, 20) |                 |                                     |
| Мэгги Беккет                             | Кэри Вюрер       |                         |                      | Гость (2 серии)                    | Главная роль    | Главная роль                        |
| Мэгги Беккет                             | Кэри Вюрер       | Главная роль (7 серий)  |                      |                                    | Главная роль    | Главная роль                        |
| Колин Мелори, Кит Ричардс, Офицер О’Хара | Чарли О’Коннелл  |                         | Гость (1 серия, №13) | Гость (1 серия, №7)                | Гость (1 серия) |                                     |
| Колин Мелори, Кит Ричардс, Офицер О’Хара | Чарли О’Коннелл  | Главная роль (16 серий) | Гость (1 серия, №13) | Гость (1 серия, №7)                |                 |                                     |
| Куин «Мелори» Мелори                     | Роберт Флойд     |                         |                      |                                    |                 | Гость (1 серия)                     |
| Куин «Мелори» Мелори                     | Роберт Флойд     | Главная роль (17 серий) |                      |                                    |                 |                                     |
| Доктор Диана Дэвис                       | Темби Лок        |                         |                      |                                    |                 | Гость (1 серия)                     |
| Доктор Диана Дэвис                       | Темби Лок        | Главная роль (17 серий) |                      |                                    |                 |                                     |

## Хронология участия персонажей
- 1 серия

- Появление: Куин Мэлори, Уэйд Уэйлс, Максимилиан Артуро и Рембрандт Браун

В гости к Куину Мэлори пришли его преподаватель Максимилиан Артуро и подружка Уэйд Уэйлс. Он продемонстрировал им своё изобретение, которое позволяло открывать «двери» в виде воронок в другие миры. При активизации энергетической воронки с помощью таймера их засосало внутрь. Поскольку напряжение воронки было выставлено слишком большое, она увеличивалась в размерах, начала двигаться и, вылетев на улицу сквозь стену, засосала соул-певца Рембрандта Брауна, который проезжал рядом с домом, где проходил эксперимент…
- 39 серия

- Появление: Мэгги Беккет
- Исчезновение: Максимилиан Артуро

К тому времени уже болевший «смертельной неизлечимой болезнью», Максимилиан Артуро закрыв своим телом Куина, погибает от пули враждебно настроенного полковника Рикмана. Рикман ускользает от друзей в другой мир. Мэгги Беккет, бывшая подчинённая Рикмана, присоединяется к скользящим, чтобы найти Рикмана, который, как оказалось, убил её мужа.
- 49 серия

- Исчезновение: Уэйд Уэйлс

В родном мире Ремми и Уэйд попадают в плен к кромагам. Ремми удаётся вызволить, а Уэйд кромаги увезли в лагерь, и судьба её остаётся неизвестной. Через несколько лет скользящие узнали, что с ней случилось: кромаги превратили её в биоробота, подключив к её мозгу сенсоры, по сути сделав центральным компьютером своей базы. Уэйд могла общаться с Ремми на телепатическом уровне, но личность её была стёрта навсегда. После ряда событий Уэйд взрывает базу кромагов вместе с собой.
- 54 серия

- Появление: Колин Мэлори

В одном из миров скользящие встречают Колина Мэлори — родного брата Куина. Оказывается, тот мир, где жил Куин, не его родной. Настоящие родители Куина были скользящими и, спасаясь от кромагов, оставили своих детей в разных мирах. Колин принимает своего брата и присоединяется к друзьям. Теперь скользящих снова четверо.
- 71 серия

- Появление: Куин (Мэлори) Мэлори, Диана Дэвис
- Исчезновение: Куин Мэлори, Колин Мэлори

Попав в очередной мир, Мэгги и Рембрандт обнаружили, что с ними переместился незнакомый человек, назвавшийся тоже Куином Мэлори (позже они его называли — Мэлори). А «настоящий» Куин и его брат Колин пропали. Оказывается, что в этом мире некий сумасшедший физик Оберон Гейгер организовал эксперименты с пространственно-временной воронкой. И так совпало, что слайдеры и подопытный Гейгера попали в одну воронку. В результате перегрузки Колин исчез навсегда, а «субатомная структура» Куина скрестилась со структурой испытуемого Куина Мэлори из этого мира. В итоге «новый Куин» полностью подавил собой структуру «старого Куина». От старого Куина остались только некоторые мысли в голове нового Куина, которые со временем исчезли навсегда. Скользящие забирают с собой нового Куина в надежде попасть в миры, где будет необходимое оборудование и технологии, способные «разделить» Куинов. Диана Дэвис, помощница Гейгера, почувствовав ответственность за произошедшее, вызывается помочь скользящим и следует с ними.

## Жанровые изменения
Из одного сезона в другой характер сериала радикально изменялся. Это было вызвано несколькими причинами.
Первые три сезона были выпущены Fox Entertainment Group и впервые показывались по телеканалу FOX Network с 22 марта 1995 года по 16 мая 1997 года. Четвёртый и пятый сезоны производились и транслировались телеканалом SciFi с 8 июня 1998 года по 4 февраля 2000 года.
Кроме того, такая неоднородность сериала вызвана тем, что создатели, в частности Трейси Торме, постоянно испытывал трения с FOX Network, начиная с первого сезона.
В частности, первый сезон был показан FOX Network не в порядке, задуманном автором, а в альтернативном порядке серий, однако, исходя из того, что по замыслу Трейси Торме изначально шоу задумывалось как связанный сюжет, перетекающий из серии в серию, изначальная хронология легко прослеживается по элементам одежды и сюжетным обстоятельствам. Однако в дальнейшем концепция FOX Network, согласно которой каждая серия представляет собой законченное повествование, взяла верх.
Продолжение сериала не планировалось после окончания первого сезона, однако протесты фанов убедили руководство FOX Network выпустить в эфир второй сезон. Однако при этом они начали настаивать на введении в сериал большего элемента action и удалении политической сатиры. Результатом этого стало появление во втором сезоне в серии «Вторжение» (англ. Invasion) воинственной расы кромагов.
Изначально сериал был выдержан строго в жанре приключения и научной фантастики, однако во втором сезоне была отснята серия «Наваждение» (англ. Obsession) в жанре паранормальной фантастики или мистики.
Третий сезон вызвал большую волну критики со стороны поклонников сериала из-за того, что жанровая направленность серий была очень неоднородной и резко отличалась по тематике. Вследствие этого позиционирование сериала стало невозможно, и, как следствие, ожидания одной части зрителей не были оправданы в одних сериях, а ожидания другой части зрителей — в других. В частности, серии мистического жанра «Повелители снов» (англ. The Dream Masters), «Пустынный шторм» (англ. Desert Storm), «Логово дракона» (англ. Dragonslide) были с удовлетворением встречены любителями паранормальных явлений, но крайне противоречили по жанру сериям «Обман» (англ. Double Cross), «Кислотный тест электрического смерча» (англ. Electric Twister Acid Test), «Произведение искусства» (англ. State of the ART) и подобными им, выдержанным в жанре научной фантастики и близком первоначальной идее шоу. Кроме того, начиная с серии «Правила игры» (англ. Rules of the Game), появились серии с чистым action, и сериал приобрёл характер фантастического боевика.
В результате конфликта с FOX Network, вызванного в том числе и столь резкой сменой стиля, сериал покинул актёр Джон Рис-Дэвис, что было оформлено смертью его персонажа профессора Максимилиана Артуро в середине третьего сезона (17-я серия). В качестве замены к команде присоединился персонаж Кэри Вюрер — Мэгги Беккет, и после этого шоу приобретает характер чистого action.
Результатом этого стало столь резкое падение рейтингов, что FOX Network закрыло шоу.
После закрытия шоу права на него были выкуплены каналом SciFi, а Трейси Торме был не против вернуть творческий контроль над шоу и его первоначальный дух, однако у него не сложились отношения с Дэвидом Пекинпой, и по окончании четвёртого сезона он ушёл.
Четвёртый сезон был выдержан в единой тематике и стиле фантастического боевика с элементами альтернативной истории и альтернативных социальных норм. Была предельно упрощена и устранена научная и приключенческая составляющая, и весь сюжет был окончательно сосредоточен на войне с иной расой — кромагами. В шоу появляется больше трэша.
Пятый сезон, выпускавшийся уже после окончательного ухода Трейси Торме из авторской команды и замещения его функций Дэвидом Пекинпой, представляет собой чистый трэш-экшн.
В результате шоу было закрыто, так и не получив логического финала, из-за потери к нему интереса зрителей с немедленным прекращением финансирования.

## Факты
- При съёмках эпизода «Буря в пустыне» погиб актёр Кен Стэдмен (англ. Ken Steadman), участвовавший в сериале в роли приглашённой звезды. Во время съёмки одного из эпизодов багги, в котором ехал актёр, перевернулся и придавил его.[4][5]
- Когда сериал транслировался на украинском телеканале ICTV, название эпопеи было переведено как «Вир світів» («Вихрь миров»).
- Когда в пилотной серии Артуро видит памятник Ленину вместо Линкольна, он называет его Николай Ильич Ульянов-Ленин («Николай» был одним из псевдонимов Владимира Ульянова и известен в США из предисловия к американскому изданию книги Джона Рида «Десять дней, которые потрясли мир», а также из статьи Луизы Брайант «Николай Ленин»[6]).
- В 15-й серии 3-го сезона присутствует отсылка к книге Фрэнка Герберта «Дюна».[источник не указан 4214 дней] Монстр в городе Рай жил, как и песчаные черви, под землёй и производил субстанцию, которая продлевала жизнь.
- 25-я серия 3-го сезона прямо напоминает роман Герберта Уэллса «Остров доктора Моро».